# Gil Semedo
Gil Semedo Moreira (nascut a Santa Catarina (Cap Verd) el 25 d'octubre de 1974), més conegut amb el nom artístic de Gil Semedo, és un cantant, compositor i productor musical capverdià. Va donar a conèixer l'any 1991 amb el llançament de "Menina", el primer senzill del seu àlbum de debut homònim. Gil és un dels artistes més coneguts de l'Àfrica lusòfona, amb unes vendes superios al milió de còpies, i amb la creació del seu propi gènere musical "Cabo Swing" (una combinació de ritmes tradicionals capverdians, com la coladeira, el funaná i el batuque, amb el zouk, el pop i el rhythm and blues).

## Primers anys
Gil Semedo va néixer a Santiago, Cap Verd, i quan tenia sis anys es va traslladar als Països Baixos, on continua vivint. Es va donar a conèixer l'any 1990 quan va participar en la final del concurs de talents de la televisió neerlandesa Sound Mix Show, amb 15 anys. Va editar el seu primer senzill, "Menina", el 1991.

## Trajectòria musical

### 1991-1993: Menina i Caboswing
L'any 1992, Gil va editar el seu àlbum de debut "Menina" amb el nom artístic de "Gil & the Perfect 2". Després de fer una gira mundial, va editar el seu segon treball, "Caboswing", l'any 1993.

### 1994-1995: Separadu i Verdadi
L'any 1994 va editar el seu tercer àlbum, "Separadu", que inclou temes com "Moda Bitchu", "Suzy" i "Bye Bye My Love". L'any següent va llançar "Verdadi", que inclou el tema batuque "Maria Julia".

### 1996-1999: Bodona i Nos Lider
L'any 1997, Gil va editar el seu cinquè àlbum, "Bodona", que inclou els temes "Flan", "MNos Magua" i l'acústic "Dor". Dos anys després, Gil va editar el seu treball més conegut, "Nos Lider", del qual va vendre 100.000 còpies durant els primers tres mesos. A finals de 1999, Gil va patir un greu accident, quan va caure 8 pisos en un hotel de Dakar, al Senegal, mentre gravava un vídeo per al seu senzill "Nha Namorada". Gil va salvar la vida, però va perdre el peu esquerre arran de l'accident.

### 2000-2002: El millor de 1991-2001 i Dedicaçon
L'any 2001, Gil va editar el seu primer recopilatori de la seva carrera. Aquest àlbum inclou el tema bonus track "Obrigado", en el qual agraeix a tothom que el va ajudar durant la seva recuperació. L'àlbum es va convertir en el treball musical més venut a Cap Verd d'aquell any. El 2002, Gil va editar "Dedicaçon", que inclou diversos temes d'èxit com "Fan No.1", "Casa Ku Mi", "Acreditan" i "Dedicaçon".

### 2003-2007: Nha Vitoria i Best of Love
L'any 2003, Gil Semedo va participar en el Festival de Gamboa, amb gran seguiment de públic. Dos anys després, en 2005, el tema de Gil "Lembra Tempo" és seleccionat per la pel·lícula portuguesa Sorte Nula, dirigida per Fernando Fragata. La pel·lícula va guanyar el guardó de Millor Cinematografia al Festival Internacional de Cinema de Boston. Després d'un descans de 4 anys, Gil va llaçar el seu vuitè àlbum d'estudi "Nha Vitoria" l'any 2006.

### 2008-2011: Cabopop i Sempri Lider
L'any 2008 edita el seu desè àlbum d'estudi, que conté arranjaments del compositor capverdià-senegalès Manu Lima, i que s'enregistra a Cap Verd, França i els Països Baixos. L'album inclour l'èxit "Cherie Mon Amour". El seu següent treball, "Sempri Lider" mostra un Semedo que experimenta amb nous sons i ritmes; aquest treball compta amb la col·laboració de la cantant angolana Yola Semedo, el raper capverdià Boss AC i la cantant brasilera Loalwa Braz (solista del grup franco-brasiler Kaoma). El tema principal és un tribut a Michael Jackson i parla dels sacrificis i responsabilitats que acompanyen el fet de ser líder.

### 2012-actualitat: Brazouka, Unplugged i col·laboracions
L'any 2014, Gil va posar música a un dels espectacles de dansa de la Copa del Món de Futbol de 2014 a Brasil: Brazouka, escrit per l'actriu, productora i activista Pamela Stephenson i produït per Harley Medcalf. L'espectacle explica la història del ballarí de lambazouk Braz Dos Santos, que també va participar en l'espectacle, amb coreografia d'Arlene Phillips. Aquest espectacle es va estrenar a l'Edinburgh Fringe el mes d'agost del 2014 i es va representar a Sud-àfrica i Austràlia durant el mes de gener de 2015.

## Filantropia
Gil està començant la seva pròpia fundació per portar equipament mèdic a nens discapacitats de Cap Verd. L'any 2015 va escriure una recomanació per a Musicians without Borders, elogiant la seva feina de portar consol a comunitats trencades per la guerra. Semedo també ha anunciat els seus plans per portar subministraments escolars a col·legis africans.

## Projectes empresarials
Després d'una carrera musical de gairebé 25 anys, Gil va decidir l'any 2014 fundar el seu propi segell discogràfic. Gil espera col·laborar amb altres artistes africans per ajudar-los en les seves carreres professionals.

## Discografia

### Àlbums
- Menina (1991)
- Caboswing (1993)
- Separadu (1994)
- Verdadi (1995)
- Bodona (1997)
- Nos Lider (1999)
- Best Of Gil (2001)
- Dedicaçon (2002)
- Nha Vitoria (2006)
- Best Of Love (2007)
- Cabopop (2008)
- Sempri Lider (2011)

## Documentals
- Énfrento O Bicho (1994)
- Exitos (1997)
- Alem Do Sonho (2007)